# Alaptus caecilii
Alaptus caecilii är en stekelart som beskrevs av Girault 1908. Alaptus caecilii ingår i släktet Alaptus och familjen dvärgsteklar.
Artens utbredningsområde är Puerto Rico. Inga underarter finns listade i Catalogue of Life.